# Miasta Madagaskaru

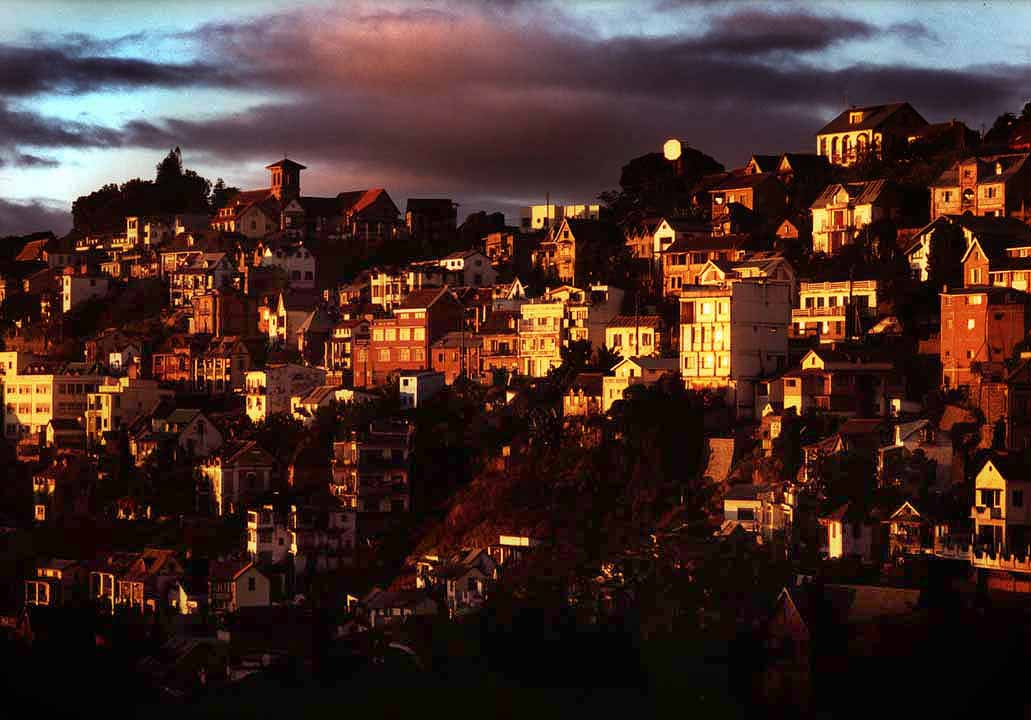
Antananarywa o zmroku

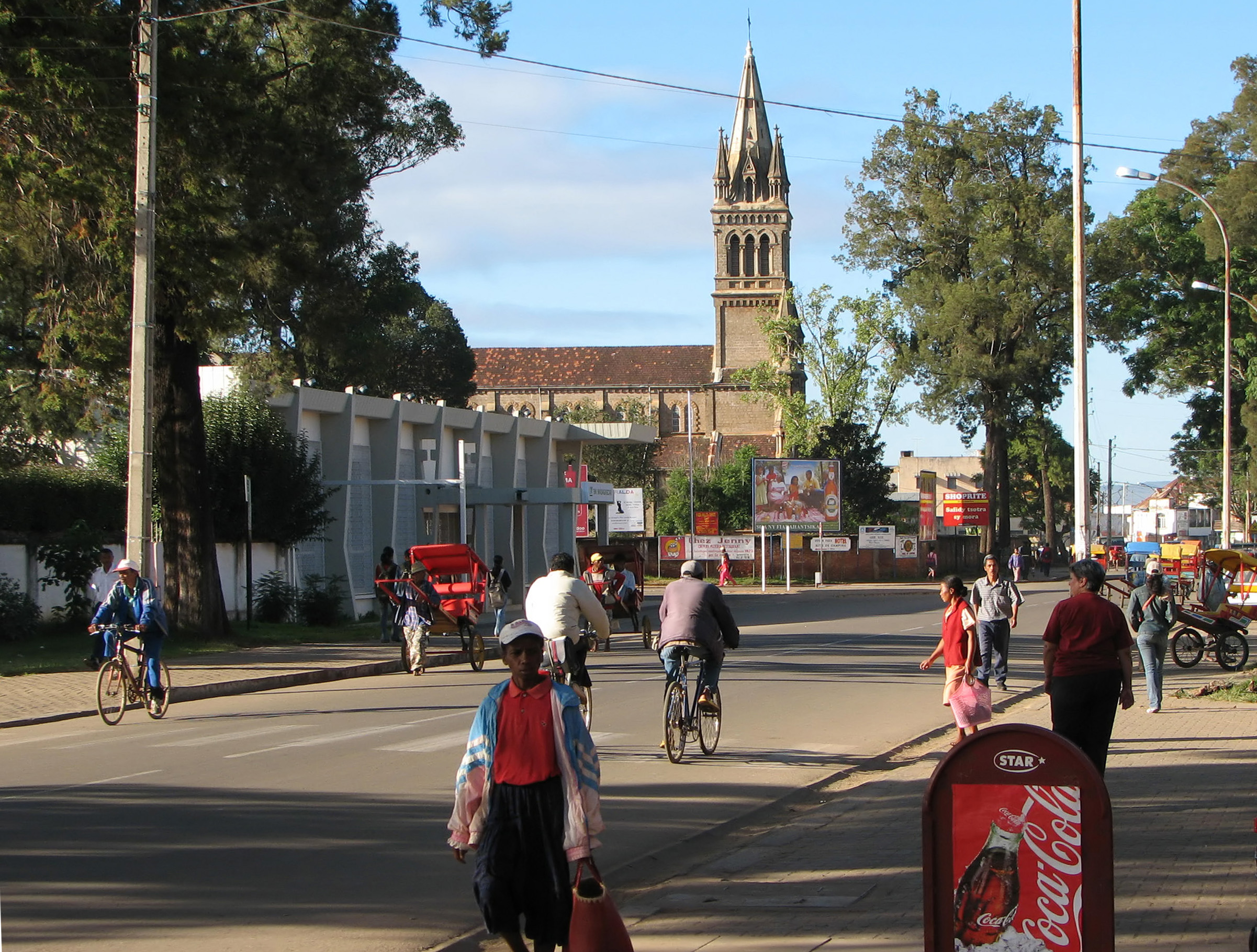
Centrum Antsirabe

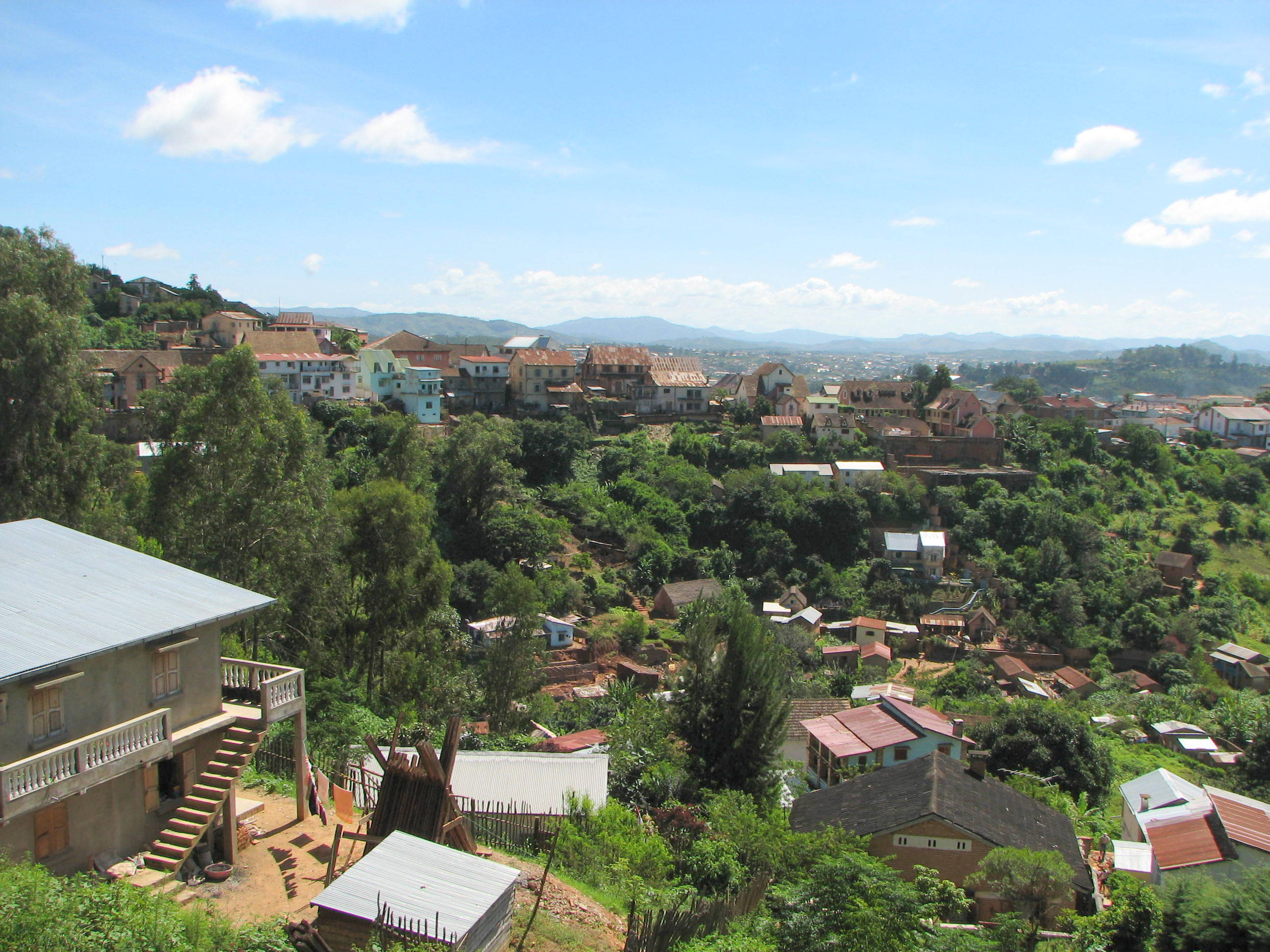
Widok na Fianarantsoa

Według danych oficjalnych pochodzących z 2011 roku Madagaskar posiadał ponad 60 miast o ludności przekraczającej 20 tys. mieszkańców. Stolica kraju Antananarywa jako jedyne miasto liczyło ponad milion mieszkańców; 7 miast z ludnością 100-500 tys.; 3 miasta z ludnością 50-100 tys.; 42 miasta z ludnością 25-50 tys. oraz reszta miast poniżej 25 tys. mieszkańców.

## Miasta przekraczające 30 tysięcy mieszkańców
Największe miasta na Madagaskarze według liczebności mieszkańców:
| L.p. | Miasto            | Region              | Prowincja    | Liczba ludności |
| ---- | ----------------- | ------------------- | ------------ | --------------- |
| 1.   | Antananarywa      | Analamanga          | Antananarywa | 1 391 506       |
| 2.   | Toamasina         | Atsinanana          | Toamasina    | 206 390         |
| 3.   | Antsirabe         | Vakinankaratra      | Antananarywa | 182 804         |
| 4.   | Fianarantsoa      | Haute Matsiatra     | Fianarantsoa | 167 240         |
| 5.   | Mahajanga         | Boeny               | Mahajanga    | 154 670         |
| 6.   | Toliara           | Atsimo-Andrefana    | Toliara      | 115 328         |
| 7.   | Antsiranana       | Diana               | Antsiranana  | 82 944          |
| 8.   | Antanifotsy       | Vakinankaratra      | Toamasina    | 70 625          |
| 9.   | Ambovombe         | Androy              | Toliara      | 66 818          |
| 10.  | Amparafaravola    | Alaotra-Mangoro     | Toamasina    | 51 520          |
| 11.  | Tôlanaro          | Anosy               | Toliara      | 45 141          |
| 12.  | Ambatondrazaka    | Alaotra-Mangoro     | Toamasina    | 43 134          |
| 13.  | Mananara Avaratra | Analanjirofo        | Toamasina    | 41 209          |
| 14.  | Soavinandriana    | Itasy               | Antananarywa | 40 453          |
| 15.  | Mahanoro          | Atsinanana          | Toamasina    | 39 879          |
| 16.  | Soanierana Ivongo | Analanjirofo        | Toamasina    | 39 271          |
| 17.  | Faratsiho         | Vakinankaratra      | Antananarywa | 37 563          |
| 18.  | Nosy Varika       | Vatovavy-Fitovinany | Fianarantsoa | 37 152          |
| 19.  | Vavatenina        | Analanjirofo        | Toamasina    | 36 916          |
| 20.  | Morondava         | Menabe              | Toliara      | 36 803          |
| 21.  | Amboasary         | Anosy               | Toliara      | 36 082          |
| 22.  | Manakara          | Vatovavy-Fitovinany | Fianarantsoa | 35 499          |
| 23.  | Antalaha          | Sava                | Antsiranana  | 34 112          |
| 24.  | Ikongo            | Vatovavy-Fitovinany | Fianarantsoa | 32 374          |
| 25.  | Manjakandriana    | Analamanga          | Antananarywa | 31 840          |
| 26.  | Sambava           | Sava                | Antsiranana  | 31 522          |
| 27.  | Fandriana         | Amoron'i Mania      | Fianarantsoa | 31 437          |
| 28.  | Marovoay          | Boeny               | Mahajanga    | 31 253          |
| 29.  | Betioky           | Atsimo-Andrefana    | Toliara      | 31 102          |
| 30.  | Ambanja           | Diana               | Antsiranana  | 30 621          |
| 31.  | Ambositra         | Amoron'i Mania      | Fianarantsoa | 30 353          |

## Miasta poniżej 30 tysięcy mieszkańców
- Ambalavao
- Ambatoboeny
- Ambatofinandrahana
- Ambatolampy
- Ambilobe
- Ambodiharina
- Ampanihy
- Andapa
- Andevoranto
- Andilamena
- Andoany
- Ankazoabo
- Anosibe An'ala
- Antanambao Manampotsy
- Antsampanana
- Antsohihy
- Arivonimamo
- Befandriana-Avaratra
- Beloha
- Belo sur Tsiribihina
- Betafo
- Betroka
- Boriziny
- Farafangana
- Fenoarivo Atsinanana
- Fenoarivobe
- Ihosy
- Ikalamavony
- Maevatanana
- Mahambo
- Maintinandry
- Maintirano
- Mananjary
- Mandritsara
- Maroantsetra
- Marolambo
- Masomeloka
- Miandrivazo
- Miarinarivo
- Moramanga
- Morombe
- Sakaraha
- Taolagnaro
- Toamasina
- Tsihombe
- Tsiroanomandidy
- Vangaindrano
- Vohemar
- Vondrozo